# Wahlen in Finnland
Wahlen in Finnland finden auf nationaler und auf Gemeindeebene statt. Nur die autonome Region Ålandinseln wählt einen eigenen Landtag (Lagting), die Räte der anderen Maakunta (Landschaften) werden nicht vom Volk gewählt, sondern durch Delegierte der Gemeinden besetzt. Ein Experiment in Kainuu, den Rat direkt wählen zu lassen, lief von 2005 bis 2012 und ist inzwischen beendet.
Paragraph 14 der Verfassung gibt jedem Finnen, der mindestens 18 Jahre alt ist, das Recht, an nationalen Wahlen und Abstimmungen teilzunehmen. Wahlberechtigt für das Europaparlament sind Finnen und EU-Bürger ab 18 Jahre, das Kommunalwahlrecht haben auch alle anderen permanent in Finnland lebenden Ausländer ab 18.

## Nationale Wahlen
Auf nationaler Ebene finden Wahlen zum Präsidenten, zum finnischen Parlament und zum Europaparlament statt.

### Präsidentenwahl
Paragraph 54 der Verfassung legt fest, dass der Präsident direkt für sechs Jahre gewählt wird. Wählbar sind nur gebürtige Finnen, es sind nur zwei aufeinanderfolgende Wahlperioden erlaubt. Das Vorschlagsrecht liegt bei Parteien, die bei der jeweils letzten Wahl mit mindestens einem Abgeordneten ins Parlament gewählt wurden, oder 20.000 Wahlberechtigte. Im ersten Wahlgang benötigt ein Kandidat mehr als die Hälfte der Stimmen. Erhält im ersten Wahlgang niemand die absolute Mehrheit, findet ein zweiter Wahlgang mit den beiden Bestplatzierten statt, den der Bewerber mit den meisten Stimmen gewinnt. Gibt es nur einen einzigen Kandidaten, wird dieser ohne Wahl Präsident. Letzteres kam seit Verabschiedung der Verfassung allerdings nicht vor, es war immer ein zweiter Wahlgang notwendig.
Bei der ersten Wahl 1919 wurde der Präsident vom Parlament gewählt. Dies war von der kurz vorher in Kraft getretenen Finnischen Verfassung von 1919 als Übergangsregelung so festgelegt worden. Für die weiteren Wahlen wurde vom Volk ein 300-köpfiges Wahlmännerkollegium gewählt. Diese Zahl wurde 1981 für die Wahl 1982 auf 301 erhöht. Im Wahlmännergremium war im ersten und zweiten Wahlgang jeweils eine absolute Mehrheit erforderlich, im dritten Wahlgang, der zwischen den beiden bestplatzierten des zweiten stattfand, reichte dann die einfache Mehrheit. 1988 fand erstmals eine direkte Volkswahl statt, gleichzeitig wurde auch ein Wahlmännergremium gewählt. Hätte ein Kandidat die absolute Mehrheit erhalten, wäre er Präsident geworden, da das nicht geschah, entschied wieder das Wahlmännergremium mit 301 Mitgliedern. Die Wahl 1994 fand dann erstmals nach der heute noch geltenden Regel statt.
Nach dem Rücktritt des 1937 gewählten Präsidenten Kyösti Kallio fand 1940 wegen sowjetischen Drucks keine Neuwahl des Wahlmännergremiums statt, sondern die 1937 gewählten Wahlmänner wählten Risto Ryti für die verbleibenden drei Jahre der Amtszeit von Kallio. Da 1943 wegen des Fortsetzungskrieges keine Volkswahl stattfinden konnte, wurde per Sondergesetz wiederum das 1937 gewählte Wahlmännergremium ermächtigt, für zwei Jahre einen neuen Präsidenten zu wählen. Ryti, der wiedergewählt wurde, trat aber schon 1944 zurück. Da der Krieg andauerte, bestimmte das Parlament Carl Gustaf Emil Mannerheim für eine sechsjährige Amtszeit zu seinem Nachfolger. Mannerheim trat nach Ende des Krieges zurück, 1946 wurde wiederum per Sondergesetz ein Nachfolger für die verbleibenden vier Jahre durch das 1945 gewählte Parlament gewählt.
In den folgenden Jahren fanden 1950, 1956, 1962 und 1968 Wahlen wie von der Verfassung vorgesehen statt. 1973 verlängerte das Parlament die Amtszeit von Präsident Urho Kekkonen auf zehn Jahre, so dass die nächste Wahl erst 1978 stattfand. Kekkonen, der wiedergewählt wurde, trat nach schwerer Erkrankung zurück, so dass bereits 1982 die oben bereits erwähnte nächste Wahl stattfand.
1919, 1940, 1950 und von 1962 bis 1982 stand der Sieger jeweils nach dem ersten Wahlgang fest. 1925, 1931 und 1956 war jeweils ein dritter Wahlgang nötig. 1937 konnte Kaarlo Juho Ståhlberg, der von 1919 bis 1925 der erste Präsident Finnlands gewesen war, im ersten Wahlgang mit 150 Stimmen genau die Hälfte der Wahlmänner für sich gewinnen, unterlag dann aber im zweiten Wahlgang deutlich Kyösti Kallio. 1988 waren ebenfalls zwei Wahlgänge im Wahlmännergremium nötig, die direkte Wahl seit 1994 erforderte bisher auch jeweils zwei Wahlgänge.

### Parlamentswahl

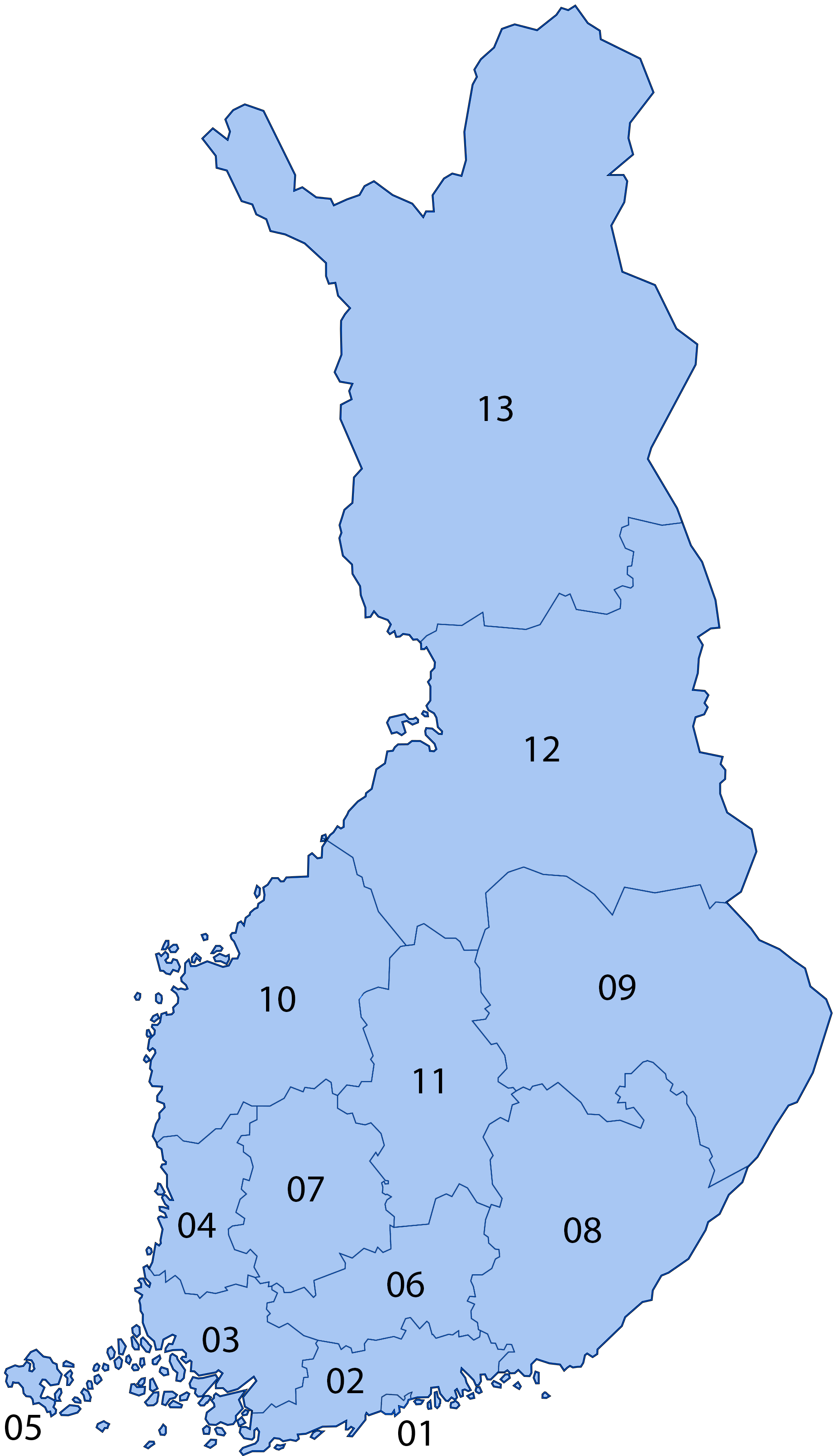
Wahlkreise zur Parlamentswahl 2015

Die Verfassung gibt in Paragraphen 24 und 25 vor, dass das Parlament 200 Sitze hat, die alle vier Jahre nach Verhältniswahlrecht gewählt werden. Das Land ist dabei seit 2015 in 12 Wahlkreise (zulässig sind 12 bis 18) eingeteilt, einen zusätzlicher Wahlkreis für einen Abgeordneten bilden die Ålandinseln. Insgesamt sind es damit 13 Wahlkreise, 1962 bis 2011 waren es 15. In den festländischen Wahlkreisen werden im Verhältnis der Zahl finnischer Bürger 7 bis 35 Abgeordnete gewählt. Die Grenzen der Wahlkreise orientieren sich großteils an den alten Provinzen und entsprechen daher nur teilweise den Grenzen der Landschaften.
Die erste demokratische Wahl fand bereits 1907 (Wahlgesetz 1906) im russischen Großfürstentum Finnland statt. Erstmals in Europa hatten Frauen das aktive und passive Wahlrecht, erstmals weltweit wurden 19 Frauen auch tatsächlich in ein Parlament gewählt. Das Wahlalter lag bei 24 Jahren. Schon 1907 wurden 200 Abgeordnete in Mehrpersonenwahlkreisen nach Verhältniswahlrecht gewählt. Nur Lappland wählte bis 1937 nur einen Abgeordneten, seit 1948 ist Åland ein eigener Wahlkreis, der auch nur einen Abgeordneten wählt. In den anderen Wahlkreisen sind 6 bis 35 Sitze zu vergeben. Von 1907 bis 1937 gab es 16 Wahlkreise. 1939 wurden Nord- und Südoulu zu einem Wahlkreis zusammengefasst. Wegen des Verlusts eines Großteils von Karelien im Winterkrieg bzw. Fortsetzungskrieg wurden die Reste der beiden betreffenden Wahlkreise 1948 zu einem zusammengelegt, mit der gleichzeitigen Abtrennung Ålands blieb es bei 15 Wahlkreisen. Die Bildung eines eigenen Wahlkreises für Helsinki 1954 erhöhte die Zahl auf 16, die Zusammenlegung der beiden Wahlkreise in Vaasa 1962 ergab wieder 15 Wahlkreise. Seit der Zusammenlegung von Nordsavo und Nordkarelien sowie von Südsavo und Kymi zu jeweils einem Wahlbezirk 2015 liegt die Anzahl der Wahlkreise beim verfassungsmäßigen Minimum von 13.
Es gibt in Finnland zwar keine offizielle Sperrklausel wie die deutsche Fünf-Prozent-Hürde oder die österreichische Vier-Prozent-Hürde, durch die Einteilung des Landes in Wahlkreise gibt es aber unterschiedliche faktische Hürden. Im Wahlkreis Uusimaa, wo 35 Sitze zur Wahl stehen, benötigt eine Partei etwa 2,8 % der Stimmen, um einen Sitz zu erhalten, im Wahlkreis Lappland mit nur sieben Sitzen benötigt man etwa 12,5 %. Da im Wahlkreis Åland nur ein Abgeordneter gewählt wird, benötigt eine Partei mehr Stimmen als die anderen, um diesen Sitz zu gewinnen.

### Europawahl
Finnland ist seit 1995 Mitglied der Europäischen Union, was seit 2011 auch in der Verfassung verankert ist. Finnland hatte zunächst 16 Sitze im Europäischen Parlament. Durch die Vergrößerung der EU sank diese Zahl 2004 auf 14, 2009 auf 13. Die Abgeordneten werden in offener Listenwahl gewählt. Das bedeutet, dass ein Wähler jeweils einen bestimmten Kandidaten wählt. Die Stimmen aller Kandidaten einer Liste werden addiert, das Ergebnis legt die Zahl der Sitze fest, die die entsprechende Partei erhält. Diese werden anschließend von denjenigen Kandidaten besetzt, die innerhalb der Parteiliste die besten Ergebnisse erhalten haben. Wahlberechtigt sind neben Finnen auch Bürger anderer EU-Staaten.
Die erste Wahl zum EP fand in Finnland nach dem Beitritt zur EU 1996 für die laufende Periode statt. Seit 1999 finden die Wahlen alle fünf Jahre gemeinsam mit den anderen EU-Ländern statt. Bei der ersten Wahl konnten die Parteien sich entscheiden, Listen für vier Wahlbezirke aufzustellen oder landesweite Listen zu bilden. Da sich alle Parteien für letzteres entscheiden, bildet Finnland seitdem für die Europawahl einen einzigen Wahlkreis.